# Victor Theodor Engwall

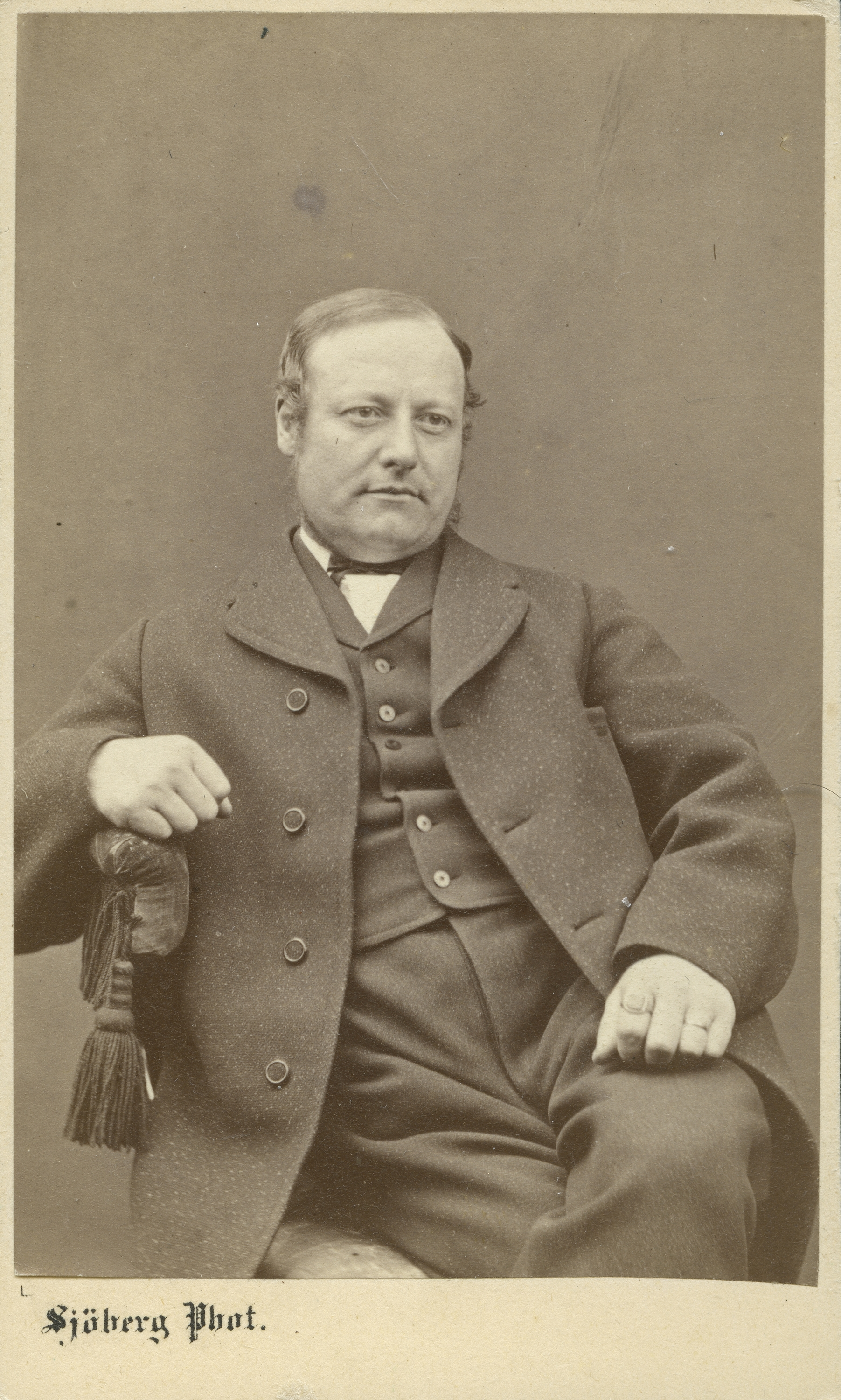
Victor Theodor Engwall.

Victor Theodor Engwall, född 24 juli 1827 i Gävle, död där 28 februari 1908, var en svensk grosshandlare.
Engwall startade 1853 en spannmåls- och diversehandel i Gävle, vilken utvecklades till kommissionsaffär och senare till partihandel. Under 1860-talet startade han även  rederiverksamhet för kolonialvaror och en tändsticksfabrik. År 1870 bildade han tillsammans med grosshandlaren J. Blomqvist (död 1877) Vict. Th. Engwall Co för kommissions-, speditions-, inkasso- och engrossaffärer. År 1882 inträdde även sonen Ernst Engwall i rörelsen, vilken 1905 ombildades till Import AB Vict. Th. Engwall Co. Företaget kom att bli en av Sveriges främsta importfirmor inom kolonialvaror och livsmedel och blev särskilt känt för det 1920 introducerade kaffemärket Gevalia. Engwall är begravd på Gamla kyrkogården i Gävle.